# جامعة إشبيلية
جامعة إشبيلية (بالإسبانية: Universidad de Sevilla)‏ هي جامعة حكومية مقرها في إشبيلية، بمنطقة أندلوسيا في إسبانيا. أسسها أرثيديانو مايسي رودريجو فيرنانديث دي سانتيانا عام 1505. هي واحدة من جامعتين حكوميتين في إشبيلية، والأخرى هي جامعة بابلو دي أولابيدي. يقع مقر رئاسة الجامعة في مبنى مصنع التبغ الملكي في إشبيلية، فيما تنتشر مراكزها في جميع أنحاء المدينة.
هي الجامعة الإسبانية الثالثة من حيث عدد الطلاب، والأولى بمنطقة أندلوسيا، وواحدة من أقدم الجامعات التي تجاوزت العقد الخامس منذ تأسسيها. يأتي تصنيفها في المستوى السابع بين جامعات إسبانيا.
ويعج المجتمع الجامعي بأكثر من ثمانين ألف شخص ما بين الطلاب وأعضاء هيئة التدريس والإدارة والخدمات المهنية. وتشتمل الجامعة على الكثير من الثرات التاريخي والفني. ويبرز منهم السبع مبان الذين اعتبروا بمثابة مراكز ذات أهمية ثقافية كبيرة في مواقع التراث الإسبانية مع الآلاف من الأعمال الفنية.
تقف جنبًا إلى جنب مع جامعة مالقة وتلعبا سويًا دور المحرك الرئيسي في مشروع أندلوسيا TECH، الذي حصل على تصنيف الحرم ذي التميز الدولي، الذي تمنحه وزارة التعليم في إسبانيا.